# طواف السعودية 2020
طواف السعودية 2020 هو سباق دراجات هوائية، وهو الموسم رقم 5 من السباق، وأقيم خلال الفترة 4 فبراير 2020، وحتى 8 فبراير 2020، وهو أحد سباقات طواف آسيا للدراجات 2020، وهو من نوع سباق المرحلة، وقد شارك في السباق 124 متسابقاً ووصل إلى نهايته 114 متسابقاً.
فاز فيه بالمركز الأول فل بوهوس، وبالمركز الثاني ناصر بوهاني، وبالمركز الثالث روي كوستا، والفائز حسب ترتيب السرعة Joel Nicolau ‏، والفائز في ترتيب النقاط ناصر بوهاني، والفائز حسب ترتيب النقاط للشباب Andreas Kron ‏، والفريق الفائز في ترتيب الفرق 2020 Riwal Readynez.

## الفرق
| فرق عالمية (4)- Astana - Bahrain McLaren - NTT Pro Cycling - UAE Team Emirates فرق برو (11)- Arkéa-Samsic - فيتال كونسبت ‏ - بنجوال باوليز ساوكس دبليو بي ‏ - برجس بي إتش 2020 ‏ - كاجا رورال-سيغوروس 2020 ‏ - Circus-Wanty Gobert - غازبروم روسفيلو ‏ - ديلكو ‏ - Rally Cycling - 2020 ريوال سيكوريتاس ‏ - Total Direct Énergie فرق قارية (3)- بايك أيد 2020 ‏ - Ribble Weldtite ‏ - تيرينجانو سايكلنج تيم ‏ |  |
| |  |

## المراحل
| قائمة المراحل | قائمة المراحل | قائمة المراحل                                  | قائمة المراحل | قائمة المراحل | قائمة المراحل    | قائمة المراحل |
| المرحلة       | التاريخ       | الدورة                                         |               | المسافة (كم)  | الفائز بالمرحلة  | القائد العام  |
| ------------- | ------------- | ---------------------------------------------- | ------------- | ------------- | ---------------- | ------------- |
| مرحلة 1       | 4 فبراير      | اللجنة الأولمبية العربية السعودية – Jaww ‏      | مرحلة مستوية  | 173           | روي كوستا        | روي كوستا     |
| مرحلة 2       | 5 فبراير      | سدوس – الرياض                                  | مرحلة مستوية  | 182           | نيكولو بونيفازيو | روي كوستا     |
| مرحلة 3       | 6 فبراير      | جامعة الملك سعود – الرياض                      | مرحلة جبلية   | 119           | فل بوهوس         | فل بوهوس      |
| مرحلة 4       | 7 فبراير      | الرياض – محافظة المزاحمية                      | مرحلة جبلية   | 137           | ناصر بوهاني      | ناصر بوهاني   |
| مرحلة 5       | 8 فبراير      | جامعة الأميرة نورة بنت عبد الرحمن – قصر المصمك | مرحلة مستوية  | 144           | فل بوهوس         | فل بوهوس      |

## النتيجة

### مرحلة 1
هي مرحلة مسطحة، أجريت في 4 فبراير 2020، وامتدّت لمسافة 173 كيلومتر فاز بالمرحلة روي كوستا، ومتصدر الترتيب العام في نهاية المرحلة روي كوستا.
| التصنيف العام         | التصنيف العام   | التصنيف العام | التصنيف العام                         | التصنيف العام     |
| العداء                | العداء          | البلد         | الفريق                                | الوقت             |
| --------------------- | --------------- | ------------- | ------------------------------------- | ----------------- |
| 1                     | روي كوستا       | البرتغال      | فريق الإمارات                         | 3 س 52 دقيقة 02 ث |
| 2                     | هاينريش هوسلر   | أستراليا      | فريق البحرين ميريدا للدراجات الهوائية | + 1 ث             |
| 3                     | ناصر بوهاني     | فرنسا         | اركيا سامسيك                          | + 6 ث             |
| 4                     | Andreas Kron ‏   | الدنمارك      | Riwal Readynez                        | + 9 ث             |
| 5                     | توم جيلتا سلاتر | هولندا        | دايمنشن داتا                          | + 10 ث            |
| 6                     | كارلوس باربيرو  | إسبانيا       | دايمنشن داتا                          | + 10 ث            |
| 7                     | فل بوهوس        | ألمانيا       | فريق البحرين ميريدا للدراجات الهوائية | + 10 ث            |
| 8                     | نيكي تيربسترا   | هولندا        | Total Direct Énergie                  | + 10 ث            |
| 9                     | ماتيو مالوسيلي  | إيطاليا       | Caja Rural-Seguros RGA                | + 10 ث            |
| 10                    | ينس ديبوشار     | بلجيكا        | B&B Hotels-Vital Concept p/b KTM      | + 10 ث            |
| مصدر: ProCyclingStats |                 |               |                                       |                   |

### مرحلة 2
هي مرحلة مسطحة، أجريت في 5 فبراير 2020، وامتدّت لمسافة 182 كيلومتر فاز بالمرحلة نيكولو بونيفازيو، ومتصدر الترتيب العام في نهاية المرحلة روي كوستا.
| التصنيف العام         | التصنيف العام     | التصنيف العام | التصنيف العام                         | التصنيف العام     |
| العداء                | العداء            | البلد         | الفريق                                | الوقت             |
| --------------------- | ----------------- | ------------- | ------------------------------------- | ----------------- |
| 1                     | روي كوستا         | البرتغال      | فريق الإمارات                         | 8 س 24 دقيقة 35 ث |
| 2                     | هاينريش هوسلر     | أستراليا      | فريق البحرين ميريدا للدراجات الهوائية | + 1 ث             |
| 3                     | ناصر بوهاني       | فرنسا         | اركيا سامسيك                          | + 2 ث             |
| 4                     | فل بوهوس          | ألمانيا       | فريق البحرين ميريدا للدراجات الهوائية | + 4 ث             |
| 5                     | Andreas Kron ‏     | الدنمارك      | Riwal Readynez                        | + 9 ث             |
| 6                     | ينس ديبوشار       | بلجيكا        | B&B Hotels-Vital Concept p/b KTM      | + 10 ث            |
| 7                     | كارلوس باربيرو    | إسبانيا       | دايمنشن داتا                          | + 10 ث            |
| 8                     | ماتيو مالوسيلي    | إيطاليا       | Caja Rural-Seguros RGA                | + 10 ث            |
| 9                     | سيرجي تشيرنيتسكي  | روسيا         | Caja Rural-Seguros RGA                | + 10 ث            |
| 10                    | Lucas Carstensen ‏ | ألمانيا       | Bike Aid                              | + 10 ث            |
| مصدر: ProCyclingStats |                   |               |                                       |                   |

### مرحلة 3
هي مرحلة جبلية، أجريت في 6 فبراير 2020، وامتدّت لمسافة 119 كيلومتر فاز بالمرحلة فل بوهوس، ومتصدر الترتيب العام في نهاية المرحلة فل بوهوس.
| التصنيف العام         | التصنيف العام    | التصنيف العام | التصنيف العام                         | التصنيف العام      |
| العداء                | العداء           | البلد         | الفريق                                | الوقت              |
| --------------------- | ---------------- | ------------- | ------------------------------------- | ------------------ |
| 1                     | فل بوهوس         | ألمانيا       | فريق البحرين ميريدا للدراجات الهوائية | 11 س 12 دقيقة 56 ث |
| 2                     | روي كوستا        | البرتغال      | فريق الإمارات                         | + 3 ث              |
| 3                     | ناصر بوهاني      | فرنسا         | اركيا سامسيك                          | + 8 ث              |
| 4                     | يوسف رجويجوي     | الجزائر       | Terengganu                            | + 12 ث             |
| 5                     | هاينريش هوسلر    | أستراليا      | فريق البحرين ميريدا للدراجات الهوائية | + 13 ث             |
| 6                     | كارلوس باربيرو   | إسبانيا       | دايمنشن داتا                          | + 14 ث             |
| 7                     | سيرجي تشيرنيتسكي | روسيا         | Caja Rural-Seguros RGA                | + 15 ث             |
| 8                     | Andreas Kron ‏    | الدنمارك      | Riwal Readynez                        | + 15 ث             |
| 9                     | ماتيو مالوسيلي   | إيطاليا       | Caja Rural-Seguros RGA                | + 16 ث             |
| 10                    | ينس ديبوشار      | بلجيكا        | B&B Hotels-Vital Concept p/b KTM      | + 16 ث             |
| مصدر: ProCyclingStats |                  |               |                                       |                    |

### مرحلة 4
هي مرحلة جبلية، أجريت في 7 فبراير 2020، وامتدّت لمسافة 137 كيلومتر فاز بالمرحلة ناصر بوهاني، ومتصدر الترتيب العام في نهاية المرحلة ناصر بوهاني.
| التصنيف العام         | التصنيف العام        | التصنيف العام | التصنيف العام                         | التصنيف العام      |
| العداء                | العداء               | البلد         | الفريق                                | الوقت              |
| --------------------- | -------------------- | ------------- | ------------------------------------- | ------------------ |
| 1                     | ناصر بوهاني          | فرنسا         | اركيا سامسيك                          | 14 س 34 دقيقة 49 ث |
| 2                     | فل بوهوس             | ألمانيا       | فريق البحرين ميريدا للدراجات الهوائية | + 2 ث              |
| 3                     | يوسف رجويجوي         | الجزائر       | Terengganu                            | + 14 ث             |
| 4                     | كارلوس باربيرو       | إسبانيا       | دايمنشن داتا                          | + 16 ث             |
| 5                     | سيرجي تشيرنيتسكي     | روسيا         | Caja Rural-Seguros RGA                | + 17 ث             |
| 6                     | Andreas Kron ‏        | الدنمارك      | Riwal Readynez                        | + 17 ث             |
| 7                     | Geoffrey Soupe ‏      | فرنسا         | Total Direct Énergie                  | + 18 ث             |
| 8                     | أوقست جنسن           | النرويج       | Riwal Readynez                        | + 18 ث             |
| 9                     | روي كوستا            | البرتغال      | فريق الإمارات                         | + 20 ث             |
| 10                    | راموناس نافاردوساكاس | ليتوانيا      | Nippo-Delko One Provence              | + 28 ث             |
| مصدر: ProCyclingStats |                      |               |                                       |                    |

### مرحلة 5
هي مرحلة مسطحة، أجريت في 8 فبراير 2020، وامتدّت لمسافة 144 كيلومتر فاز بالمرحلة فل بوهوس، ومتصدر الترتيب العام في نهاية المرحلة فل بوهوس.
| التصنيف العام         | التصنيف العام | التصنيف العام | التصنيف العام | التصنيف العام |
| العداء                | العداء        | البلد         | الفريق        | الوقت         |
| --------------------- | ------------- | ------------- | ------------- | ------------- |
| مصدر: ProCyclingStats |               |               |               |               |

## التصنيف العام النهائي
| التصنيف العام         | التصنيف العام    | التصنيف العام | التصنيف العام                         | التصنيف العام      |
| العداء                | العداء           | البلد         | الفريق                                | الوقت              |
| --------------------- | ---------------- | ------------- | ------------------------------------- | ------------------ |
| 1                     | فل بوهوس         | ألمانيا       | فريق البحرين ميريدا للدراجات الهوائية | 17 س 53 دقيقة 38 ث |
| 2                     | ناصر بوهاني      | فرنسا         | اركيا سامسيك                          | + 2 ث              |
| 3                     | روي كوستا        | البرتغال      | فريق الإمارات                         | + 13 ث             |
| 4                     | يوسف رجويجوي     | الجزائر       | Terengganu                            | + 22 ث             |
| 5                     | هاينريش هوسلر    | أستراليا      | فريق البحرين ميريدا للدراجات الهوائية | + 23 ث             |
| 6                     | كارلوس باربيرو   | إسبانيا       | دايمنشن داتا                          | + 24 ث             |
| 7                     | سيرجي تشيرنيتسكي | روسيا         | Caja Rural-Seguros RGA                | + 25 ث             |
| 8                     | Andreas Kron ‏    | الدنمارك      | Riwal Readynez                        | + 25 ث             |
| 9                     | Geoffrey Soupe ‏  | فرنسا         | Total Direct Énergie                  | + 26 ث             |
| 10                    | أوقست جنسن       | النرويج       | Riwal Readynez                        | + 26 ث             |
| مصدر: ProCyclingStats |                  |               |                                       |                    |

### تصنيف النقاط
| تصنيف النقاط          | تصنيف النقاط              | تصنيف النقاط | تصنيف النقاط                          | تصنيف النقاط |
| العداء                | العداء                    | البلد        | الفريق                                | النقاط       |
| --------------------- | ------------------------- | ------------ | ------------------------------------- | ------------ |
| 1                     | ناصر بوهاني               | فرنسا        | اركيا سامسيك                          | 51 نقطة      |
| 2                     | فل بوهوس                  | ألمانيا      | فريق البحرين ميريدا للدراجات الهوائية | 48 نقطة      |
| 3                     | نيكولو بونيفازيو          | إيطاليا      | Total Direct Énergie                  | 27 نقطة      |
| 4                     | تيموثي دوبونت             | بلجيكا       | Circus-Wanty Gobert                   | 17 نقطة      |
| 5                     | روي كوستا                 | البرتغال     | فريق الإمارات                         | 15 نقطة      |
| 6                     | كارلوس باربيرو            | إسبانيا      | دايمنشن داتا                          | 15 نقطة      |
| 7                     | ريناردت جانس فان رينسبورغ | جنوب أفريقيا | دايمنشن داتا                          | 15 نقطة      |
| 8                     | يوسف رجويجوي              | الجزائر      | Terengganu                            | 14 نقطة      |
| 9                     | هاينريش هوسلر             | أستراليا     | فريق البحرين ميريدا للدراجات الهوائية | 12 نقطة      |
| 10                    | ماتيو مالوسيلي            | إيطاليا      | Caja Rural-Seguros RGA                | 11 نقطة      |
| مصدر: ProCyclingStats |                           |              |                                       |              |

## تصنيف الفرق

### الفرق حسب الوقت
| تصنيف الفرق حسب الوقت | تصنيف الفرق حسب الوقت            | تصنيف الفرق حسب الوقت | تصنيف الفرق حسب الوقت |
| الفريق                | الفريق                           | البلد                 | الوقت                 |
| --------------------- | -------------------------------- | --------------------- | --------------------- |
| 1                     | Riwal Readynez                   | الدنمارك              | 53 س 42 دقيقة 33 ث    |
| 2                     | Total Direct Énergie             | فرنسا                 | + 16 ث                |
| 3                     | أستانا                           | كازاخستان             | + 30 ث                |
| 4                     | دايمنشن داتا                     | جنوب أفريقيا          | + 33 ث                |
| 5                     | Nippo-Delko One Provence         | فرنسا                 | + 35 ث                |
| 6                     | Caja Rural-Seguros RGA           | إسبانيا               | + 35 ث                |
| 7                     | B&B Hotels-Vital Concept p/b KTM | فرنسا                 | + 40 ث                |
| 8                     | اركيا سامسيك                     | فرنسا                 | + 1 دقيقة 43 ث        |
| 9                     | Bingoal-Wallonie Bruxelles       | بلجيكا                | + 2 دقيقة 56 ث        |
| 10                    | Gazprom-RusVelo                  | روسيا                 | + 3 دقيقة 01 ث        |
| مصدر: ProCyclingStats |                                  |                       |                       |

## تصانيف فرعية

### تصنيف أفضل شاب
| تصنيف أفضل شاب        | تصنيف أفضل شاب        | تصنيف أفضل شاب  | تصنيف أفضل شاب                   | تصنيف أفضل شاب     |
| العداء                | العداء                | البلد           | الفريق                           | الوقت              |
| --------------------- | --------------------- | --------------- | -------------------------------- | ------------------ |
| 1                     | Andreas Kron ‏         | الدنمارك        | Riwal Readynez                   | 17 س 54 دقيقة 03 ث |
| 2                     | Orluis Aular ‏         | فنزويلا         | Caja Rural-Seguros RGA           | + 16 ث             |
| 3                     | كونور سويفت           | المملكة المتحدة | اركيا سامسيك                     | + 19 ث             |
| 4                     | جيمس شو               | المملكة المتحدة | Riwal Readynez                   | + 32 ث             |
| 5                     | Nickolas Zukowsky ‏    | كندا            | رالي سايكلينغ                    | + 35 ث             |
| 6                     | Adrien Garel ‏         | فرنسا           | B&B Hotels-Vital Concept p/b KTM | + 56 ث             |
| 7                     | إريك بيرجستروم فريسك ‏ | السويد          | Bike Aid                         | + 1 دقيقة 04 ث     |
| 8                     | Matteo Sobrero ‏       | إيطاليا         | دايمنشن داتا                     | + 2 دقيقة 10 ث     |
| 9                     | Yuriy Natarov ‏        | كازاخستان       | أستانا                           | + 2 دقيقة 13 ث     |
| 10                    | Mathijs Paasschens ‏   | هولندا          | Bingoal-Wallonie Bruxelles       | + 2 دقيقة 33 ث     |
| مصدر: ProCyclingStats |                       |                 |                                  |                    |

## وصلات خارجية
- الموقع الرسمي
- لمحة عن سباق طواف السعودية 2020 على موقع  ProCyclingStats   (برو  سايكلنج  ستاتس) - إحصاءات  محترفي  الدراجات.
- طواف السعودية 2020 على موقع إحصائيات الدراجات الإحترافية (الإنجليزية)